# Роствертол
«Роствертол» (Ростовский вертолётный производственный комплекс акционерное общество «Роствертол» имени Б. Н. Слюсаря) — российская авиастроительная компания и одноимённое авиастроительное предприятие холдинга «Вертолёты России» госкорпорации «Ростех», расположенное в Ростове-на-Дону.  В советский период предприятие носило наименование «Завод № 168», позднее — Ростовское вертолётное производственное объединение (РВПО).
Для проведения испытаний используется заводской аэродром «Ростов-на-Дону (Северный)». Из-за российского вторжения на Украину, «Роствертол» находится под санкциями 27 стран Евросоюза, США и ряда других государств.

## История
В 1935 на месте старого аэродрома в Ростове-на-Дону начал строиться автосборочный завод, который в 1939 году подменил московский Государственный автосборочный завод имени Коммунистического Интернационала молодёжи (ныне «Москвич») как место «отвёрточной сборки» 1,5-тонных грузовиков ГАЗ-АА. Завод успел выпустить 20 250 полуторок за два года, потому что спустя лишь три месяца после выпуска первой в апреле 1939 на его площадях начало разворачиваться строительство уже авиационного завода № 458 для выпуска учебно-тренировочной версии истребителя И-16 (310 построено, 146 отремонтировано). При приближении немцев к Ростову в октябре 1941 он был эвакуирован в пригород Баку на площадку завода № 446, где перешёл с устаревших самолётов на более нужные фронту изделия.
В мае 1943 по адресу разрушенного предприятия организован завод № 87, в который в октябре 1944 года влился завод № 168 из Волжска. Восстановленный завод начал выпуск самолётов УТ-2М и По-2, широко применявшихся во время Второй мировой войны. До конца 1940-х годов производились деревянные самолёты с поршневыми двигателями.
В 1949 году предприятие приступило к серийному производству транспортно-десантных планёров Як-14 вместимостью 25 человек. Это первая цельнометаллическая машина, выпускавшаяся предприятием.
В 1954—1955 годах на заводе готовились к выпуску турбореактивного самолёта-штурмовика Ил-40, была построена малая серия из пяти бортов, однако в апреле 1956 в рамках хрущёвских сокращений армии он был снят с серийного производства, а штурмовая авиация в СССР упразднена.
С 1955 по 1980 год во главе завода стоял Д. М. Чумаченко. При нём Ростовский авиазавод перешёл на выпуск вертолётов Ми-1. В 1956—1960 годах завод выпустил 370 таких машин.
В 1959 году завод освоил выпуск первого тяжёлого транспортно-десантного вертолёта Ми-6. Вертолёт производился серийно с 1959 года более 20 лет. В 1964 завод освоил производство тяжёлого вертолёта Ми-10. Вертолёт был создан для перевозки крупногабаритных грузов весом до 15 тонн на грузовой платформе. Изготавливался серийно с 1964 года. В 1974 году на базе вертолёта Ми-10 создан уникальный Летающий кран Ми-10К.
С 1971 завод серийно производит боевые вертолёты Ми-24, с 1977 года — транспортные вертолёты Ми-26.
После приватизации 1 июля 1992 года было образовано Открытое акционерное общество «Роствертол».

## Собственники и руководство
Основные акционеры «Роствертола» на 31 декабря 2018 года — АО «Вертолёты России» (81,48 % от размещённых акций), госкорпорация «Ростех» (14,61 %), прочие акционеры (3,91 %).
С 1980 по 2000 год завод возглавлял Михаил Нагибин, именем которого назван бывший проспект Октября в Ростове-на-Дону.
С 2000 по 2014 год завод возглавлял Слюсарь Борис Николаевич.

#### с 2014 года
C 2014 по 2017 год корпорацию возглавлял генеральный директор — Петр Данилович Мотренко.
С июля 2017 года председатель совета директоров — А. Э. Сердюков.

## Деятельность
В настоящее время[когда?], помимо серийного производства транспортных вертолётов Ми-26Т и боевых вертолётов типа Ми-24 (Ми-35М), предприятие серийно выпускает боевой вертолёт Ми-28, модернизированный вертолёт Ми-2А, идёт подготовка к серийному выпуску лёгкого учебно-тренировочного вертолёта Ми-60 МАИ.
ПАО «Роствертол» включает в себя торгово-выставочный центр общей площадью более 15000 м² и выставочной - более 8500 м². Ежегодно здесь проводятся выставки с участием зарубежных и российских фирм.
В 2010 году «Роствертол» передал заказчикам 23 вертолёта (в том числе 12 Ми-28Н - Министерству обороны России, один М-26Т - в Китай (в лизинг), 10 Ми-35: четыре — в Мьянму, по три — в Индонезию и Бразилию), в 2009 году — 16 вертолётов.
Выручка предприятия за 2010 год составила 16,66 млрд руб., чистая прибыль — 1,26 млрд руб.
Всего на ПАО «Роствертол» в 2012 году построено 54 вертолёта типов Ми-26, Ми-28Н и Ми-35 для всех заказчиков.
В 2018 году выручка компании составила 93,9 млрд руб. В 2017 году этот показатель был выше — 99 млрд руб. Одновременно сократилась и прибыль — в 2017 году она превышала 16,7 млрд руб., в 2018 году — 15,9 млрд руб.

В 2019 году выручка снизилась до 55,6 млрд рублей, чистая прибыль сократилась в 2,3 раза, до 6,9 млрд рублей. Показатели упали до уровня 2015 года.
- Вертолёт Ми-26Т
- Вертолёт Ми-24, 2013 год
- Вертолёт Ми-24, 2014 год
- Памятная доска

В феврале 2022 года стало известно о заключении сделки между заводом "Роствертол" и неизвестной компанией о поставках вертолетов на сумму более миллиарда евро. За миллиард евро покупатель может приобрести более 20 уникальных транспортных вертолетов Ми-26Т, порядка 40 Ми-28МН («Ночной охотник»), порядка 50 боевых Ми-35М.

## Санкции
В июне 2022 года, на фоне вторжения России на Украину, завод «Роствертол» попал под американские санкции из-за использования вертолетов производства компании в ходе вторжения.
23 февраля 2024 года завод внесён в санкционный список стран Евросоюза так как завод производит «Ми-35М, Ми-28Н и Ми-26, эти вертолеты используются Вооруженными силами России в агрессивной войне против Украины»
Также «Роствертол», по аналогичным основаниям, включён в санкционные списки Японии, Швейцарии, Украины и Новой Зеландии.